# Tuba (orgue)
Pour les articles homonymes, voir Tuba.
Le Tuba dans un orgue est un jeu d'anche de type trompette, placé généralement sur un clavier de solo, et à forte pression, jouant ainsi un rôle de chamade sans être nécessairement placé en façade. On le trouve en 16', 8' et 4', il porte les désignations suivantes : Tuba Magna, Tuba Mirabilis…